# Jaume Serra (peintre)
Jaume Serra (mort vers 1390) est un peintre Espagnol de l'art gothique qui s'est développé en Catalogne dans un style italo-gothique influencé par la peinture siennoise introduit par Ferrer Bassa. Il est actif entre 1358 et 1390.
Il était le second fils de Constance et Serra Berenguer, son père était un artisan tailleur de Barcelone. Ses frères, Francisco, Pedro et Juan, étaient des peintres actifs en Catalogne au XIVe siècle.
Après la mort d'Arnau et Ferrer Bassa en 1348, son atelier a dominé la peinture catalane pendant le dernier tiers du XIVe siècle, avant l’introduction du style gothique international.

## Biographie
Il a été associé à Bartomeu Bassa, fils de Ferrer Bassa. Le 14 décembre 1358 il a signé un contrat pour réaliser la peinture représentant saint Michael et deux retables pour la ville de Cardona.
Il est associé avec son frère aîné Frencesc et à Bartomeu Bassa entre 1358 et 1362. À la mort de son frère Francesc, en 1362, il a pris la direction de l’atelier en collaboration avec son autre frère, Pere. Ensemble, les frères Serra donnent des dimensions au retable qu’il n’avait jamais eues auparavant qui présente une organisation nouvelle dans la composition des images.
Le 21 janvier 1366, Bartholomeu a approuvé l'engagement de Jaume Serra pour réaliser le retable du monastère de Sant Pere de Galligants, à Gérone.
Le trityque de sainte Marthe de la chapelle d'Iravals (Latour-de-Carol) d'abord attribué à Ramon Destorrents, le maître de Francesc Serra, a été réattribué à l'atelier de Francesc et Jaume Serra en le datant des années 1355-1362.
L'atelier des Serra a réalisé une série de Vierges d'Humilité, ou Vierge allaitant l'Enfant, pour les églises de Cerdagne. Un des tableaux, la Vierge de l'église Notre-Dame de Tobed, a été peint pour le prince Henri de Transtamare (1334-1379).
Un retable a été exécuté pour un chanoine de la cathédrale d'Urgel et se trouve aujourd'hui dans l'église Notre-Dame de Palau-de-Cerdagne,.

## Œuvres
Deux de ses œuvres sont documentées. La première, réalisée au début de sa carrière aux côtés de son frère Francesc Serra, est la partie centrale du retable de la chapelle San Luis de la cathédrale de Barcelone avec le retable de saint Louis de Toulouse. La seconde œuvre, plus tardive, est le retable du Sauveur du couvent du Saint-Sépulcre de Saragosse, aujourd'hui conservé dans le musée de Saragosse, moins hiératique et plus italianisante, représentant le style final de Jaume Serra.
Les peintures de l'église Notre-Dame de Tobed de Saragosse, seraient des commandes d’Henri de Trastamare, alors réfugié sous la protection de Pierre IV d'Aragon. Un acte notarial du 3 juin 1359 montre qu'ils se trouvaient déjà sur les autels construits en l'honneur de Sainte Marie, de saint Jean-Baptiste et de sainte Marie-Madeleine. Les deux panneaux des histoires de saint Jean-Baptiste et Marie-Madeleine, aujourd'hui au musée du Prado, étaient placés de part et d'autre d'une peinture représentant la Vierge avec le donateur. En 1986, Josep Gudiol et Santiago Alcolea i Blanch ont attribué ces tableaux à Ramón Destorrens. À partir du style des panneaux, d'une composition moins complexe avec des personnages moins hiératiques, Carmen Lacarra a attribué ces peintures à Jaume Serra, au début de sa carrière, alors qu'il travaillait encore dans l'atelier de son frère Francesc. Ces peintures sont représentatives du style initial de Jaume Serra.
- Retable de la Mère de Dieu de Sixena, réalisé avec son frère Pere Serra, conservé au musée national d'art de Catalogne[8] ;
- Retable de la Nativité, de l'Épiphanie et la Résurrection se trouvant au musée des arts décoratifs de Paris[9] ;
- Retable de la Résurrection du Christ exécuté pour l'église des chanoines de Saragosse, aujourd'hui au musée de Saragosse ;
- Retable du Sauveur commandé par frère Martí d'Alpartil en 1381, exposé au musée de Saragosse ;

Attributions :
- Peintures de Tobed : Histoire de Madeleine, Histoire de saint Jean-Baptiste, tableau de la Vierge avec le portrait d'Henri II de Castille :
- Retable de saint Étienne du monastère Sainte-Marie de Gualter, peint en 1385, conservé au musée national d'art de Catalogne[10] ;
- Retable de la Vierge du couvent du Saint-Sépulcre de Saragosse, conservé au musée de Saragosse.

## Galerie

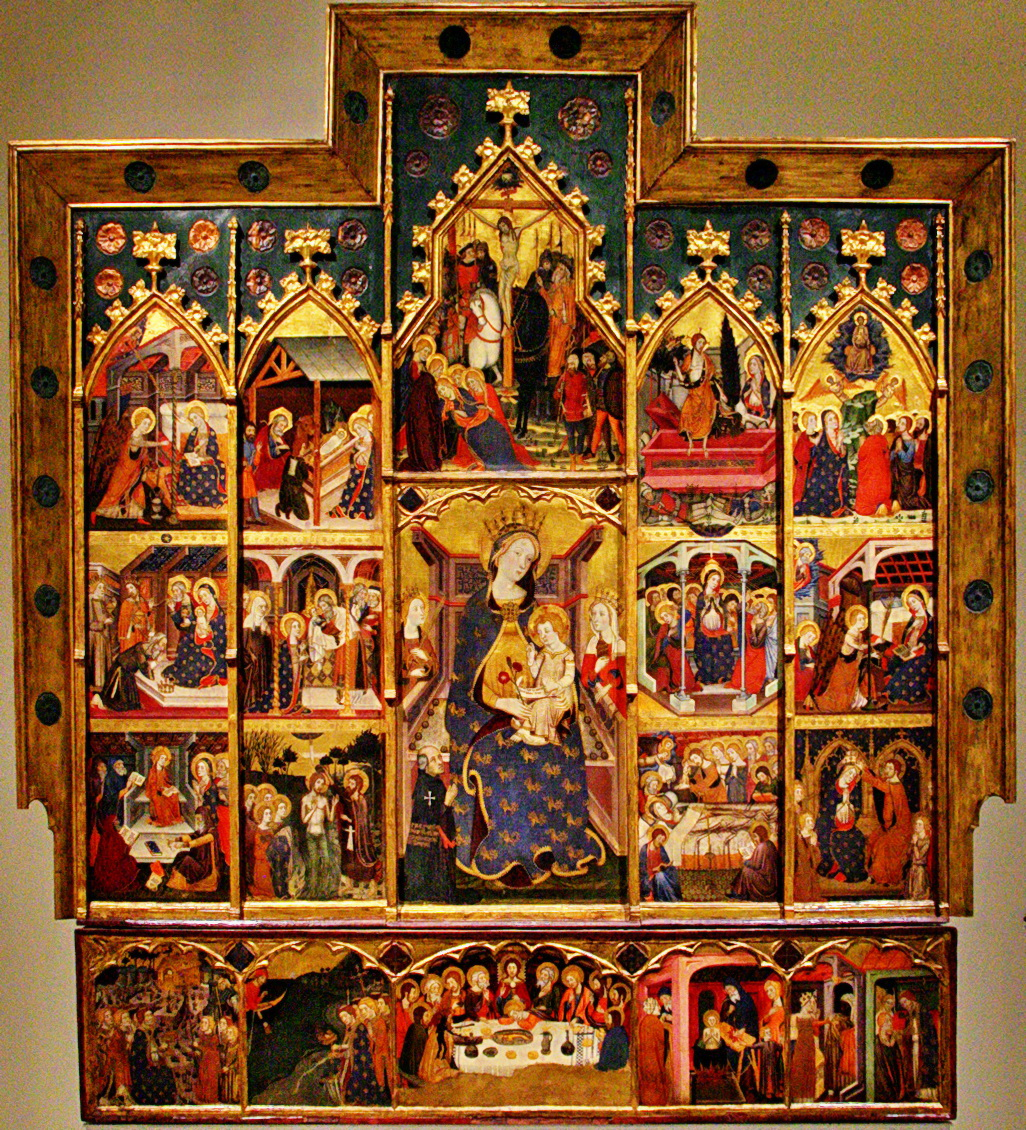
Retable de la Mère de Dieu de Sixena
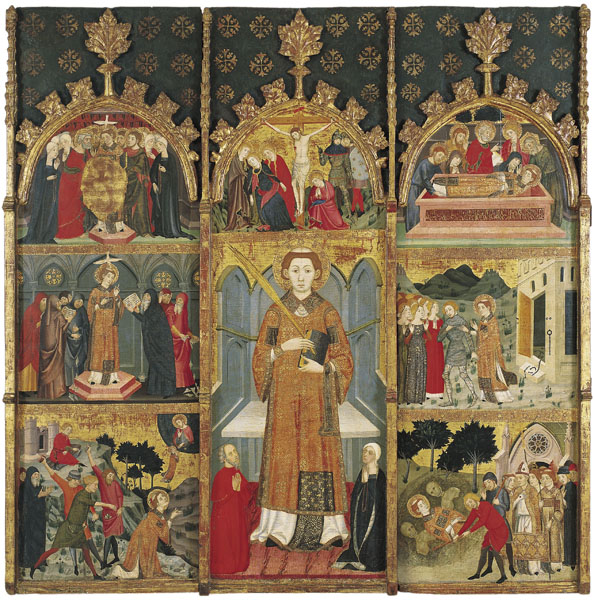
Retable de saint Étienne
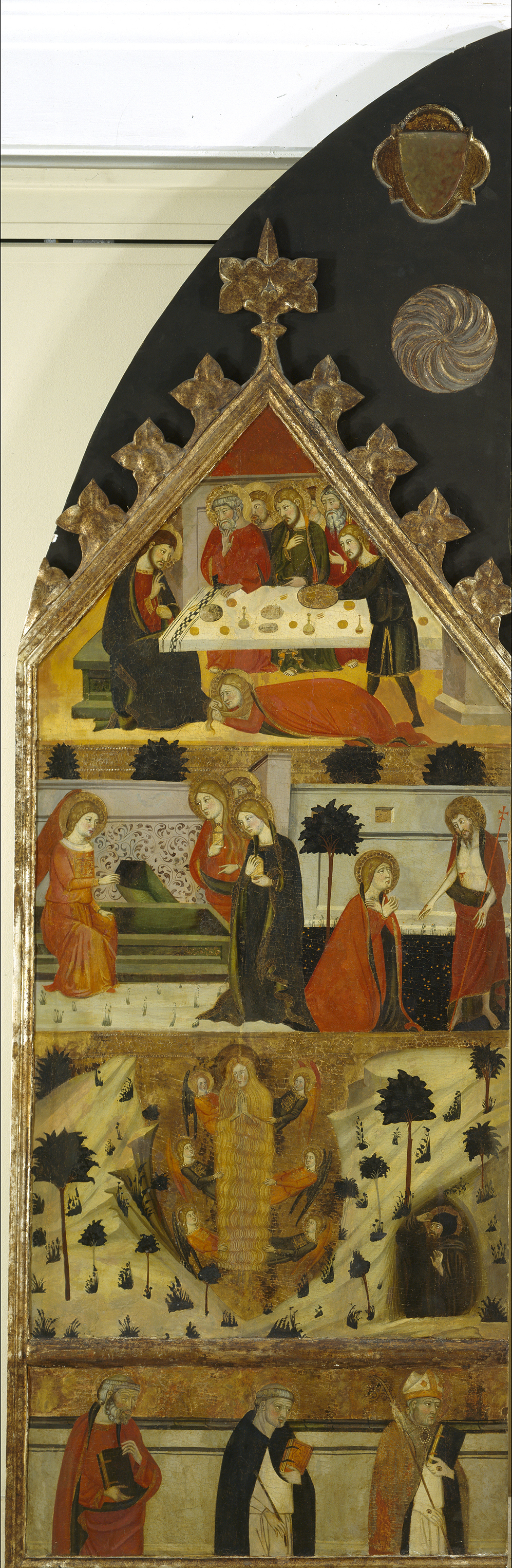
Histoire de Madeleine musée du Prado
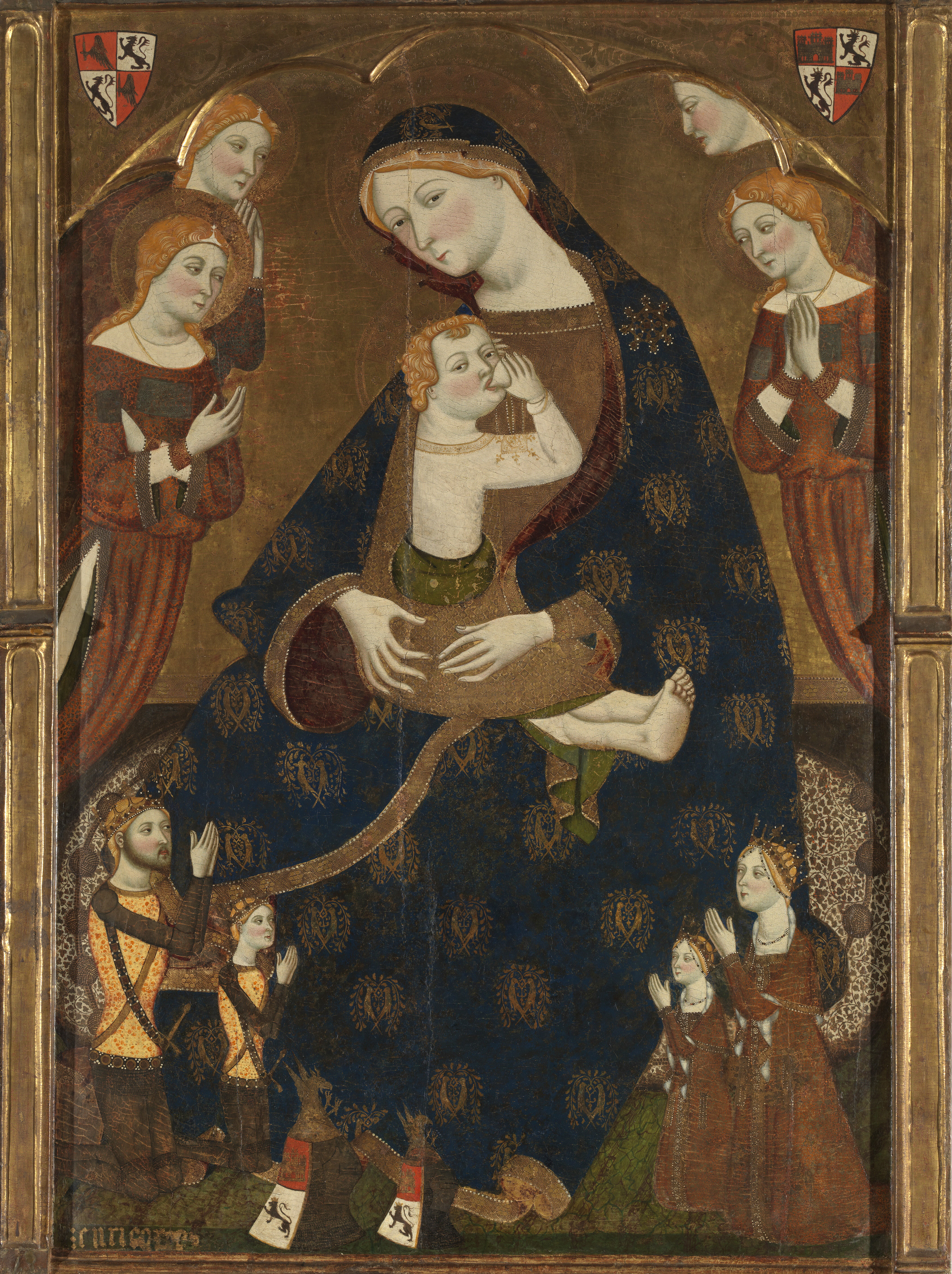
Vierge de Tobed musée du Prado
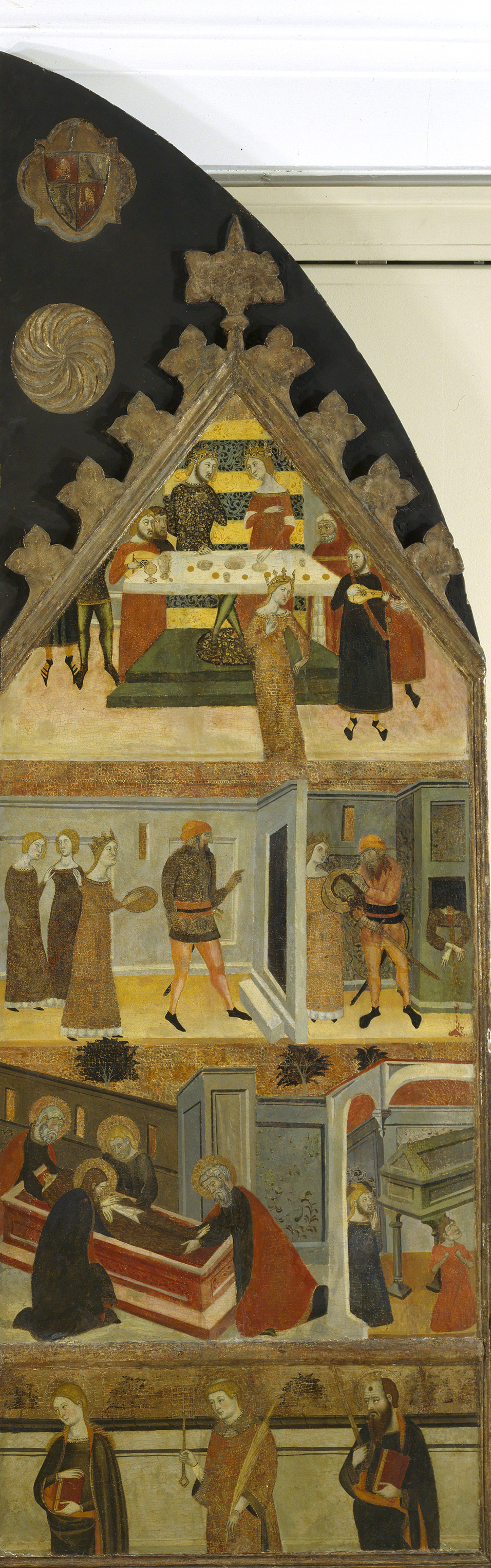
Histoire de saint Jean-Baptiste musée du Prado
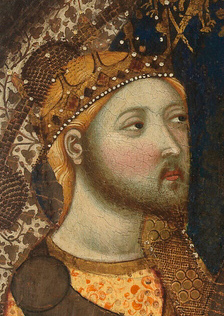
Portrait d'Henri de Trastamare en donateur dans le tableau de la Vierge de Tobed
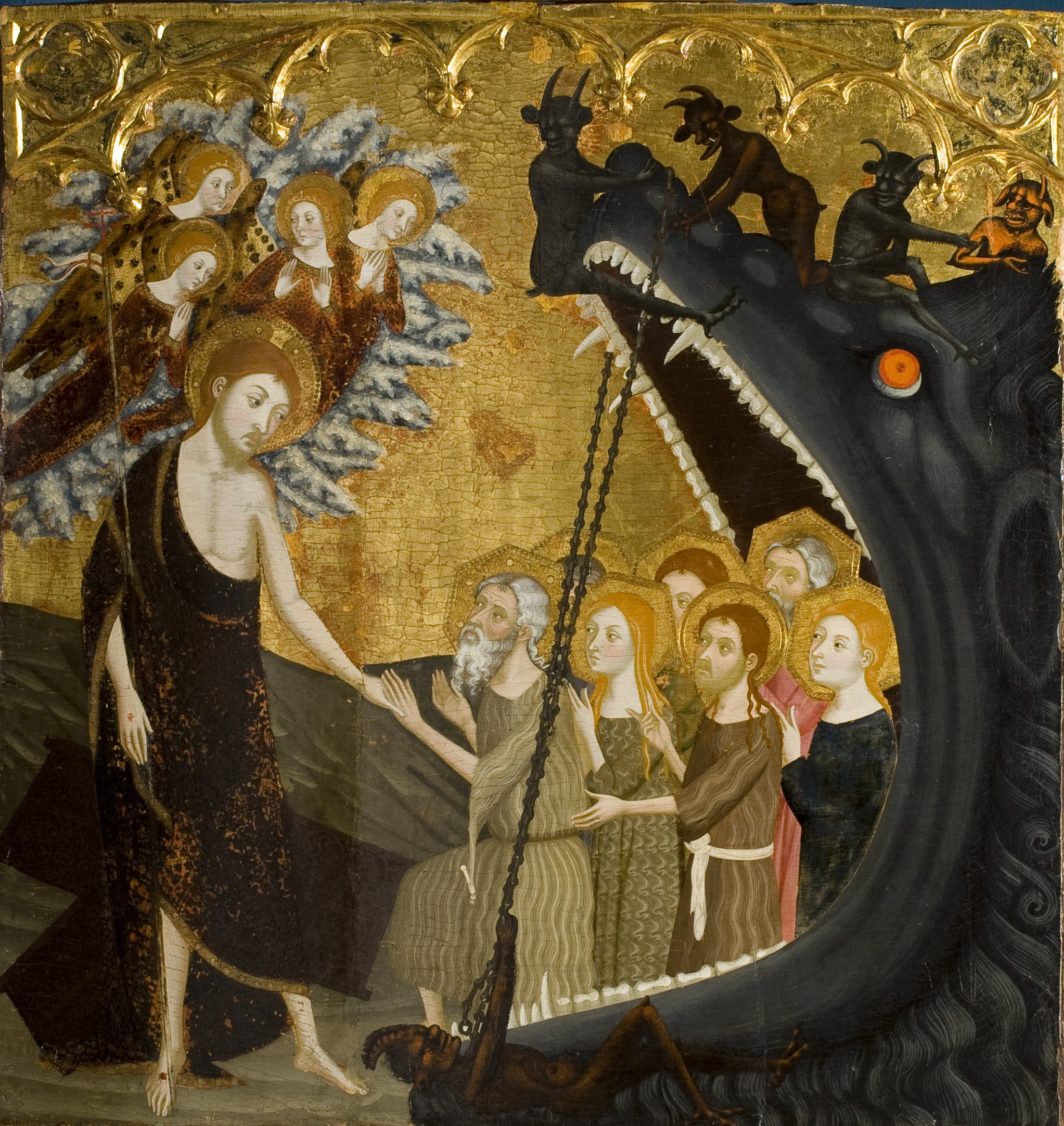
Retable du couvent du Saint-Sépulcre de Saragosse : Panneau de ma Descente de Jésus aux Limbes

## Sources
- (ca) Cet article est partiellement ou en totalité issu de l’article de Wikipédia en catalan intitulé « Jaume Serra » (voir la liste des auteurs) (adaptation).